# Kikki Danielsson
Kikki Danielsson (* 10. května 1952 Visseltofta) je švédská zpěvačka country a popu. Někdy hraje na akordeon a také sama napsala několik písní. Známým se stalo také její jódlování v některých písních. Na vrcholu popularity se nacházela přibližně v letech 1970 až 1990.

## Diskografie
- Rock'n Yodel (1979)
- Just Like a Woman (1981)
- Kikki (1982)
- Varför är kärleken röd? (1983)
- Singles Bar (1983)
- Midnight Sunshine (1984)
- Kikkis 15 bästa låtar (1984)
- Bra vibrationer (1985)
- Papaya Coconut (1986)
- Min barndoms jular (1987)
- Canzone d'Amore (1989)
- På begäran (1990)
- Vägen hem till dej (1991)
- Jag ska aldrig lämna dig (1993)
- 100 % Kikki (2001)
- Fri - En samling (2001)
- Nu är det advent (2001)
- I dag & i morgon (2006)
- Kikkis bästa (2008)
- Första dagen på resten av mitt liv (2011)
- Postcard from a Painted Lady (2015)
- Christmas Card from a Painted Lady (2016)
- Portrait of a Painted Lady (2017)